# Kodlås

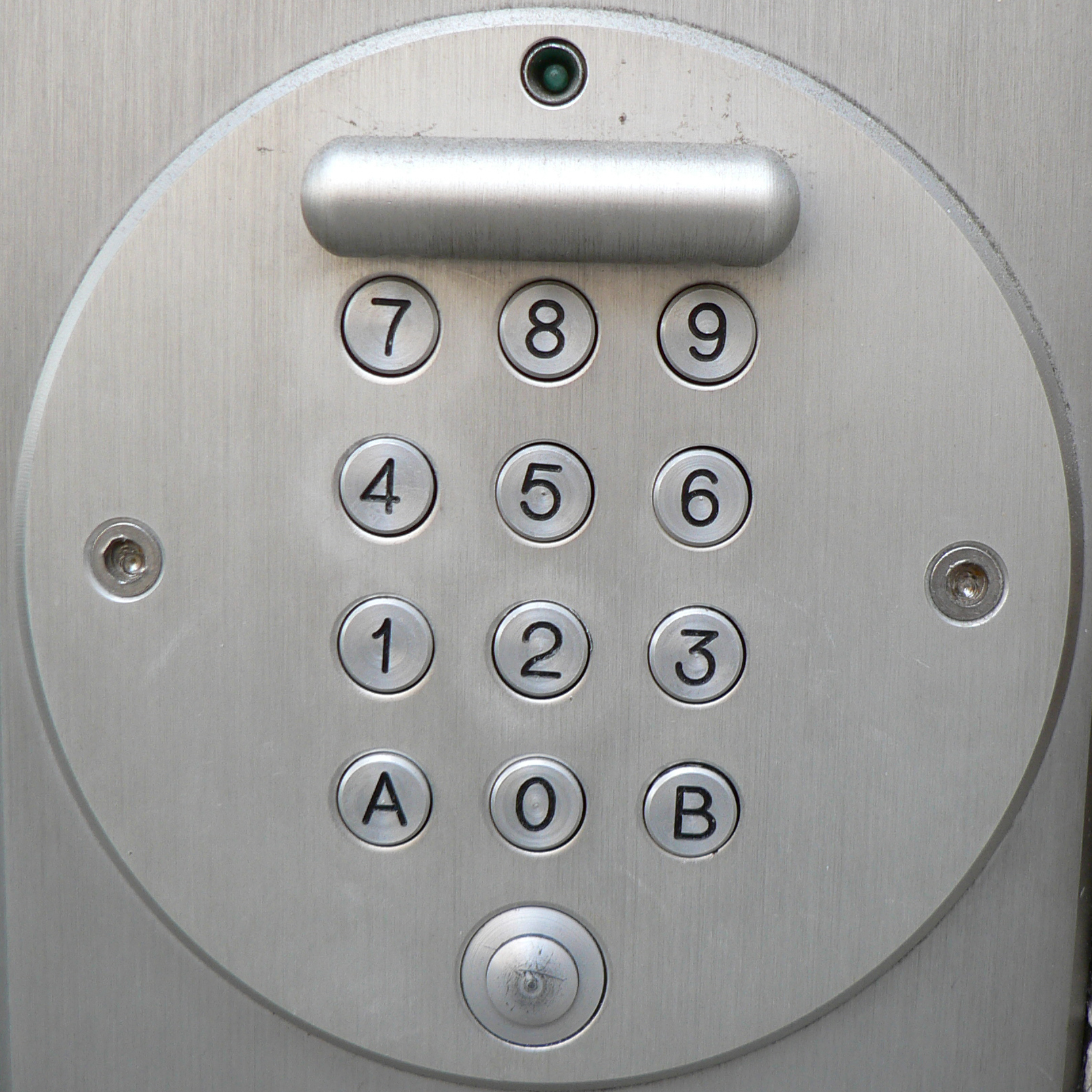
Franskt kodlås.

Ett kodlås är ett lås som man låser upp via en kod på en knappsats istället för med nycklar. En rent mekanisk implementation är de kombinationslås som i många decennier använts för kassaskåp.
Till vardags används beteckningen oftast om elektroniska lås i portingången till lägenhetshus och företag. På de enklaste varianten trycker man in en fyrsiffrig kombination (portkod) som får ett dörrelä att låsa upp dörren. Det finns även kodlås för altandörrar och fönster inbyggda i handtaget. När man behöver större säkerhet för att inte obehöriga skall komma in, så används ofta kodlås i kombination med kortläsare eller RFID-läsare. Kortläsaren ger endast tillträde, för de som har ett kort eller en RFID-tag samt kan koden (som kan göras individuell för varje användare). Koden kan styra både dörrelä och larmpåslagning/avstängning, och det är inte ovanligt att det räcker med kort eller kod dagtid, medan det på kvällar och helger krävs bådadera.
Kodlås har fördelen att man inte behöver hålla reda på nycklar. Dörren låser sig automatiskt när den stängs. Dessutom brukar det gå att lämna ut en tillfällig kod så att gäster kan ta sig in själva, exempelvis städare eller barnvakt. Nackdelar är att många drivs av batterier som måste bytas ut ibland. Vissa försäkringsbolag kan kräva att kodlåset har en särskild certifiering för att hemförsäkringen ska gälla vid inbrott.